# Acastidae
Famille
Les Acastidae sont une famille fossile de trilobites de l'ordre des Phacopida, du sous-ordre des Phacopina et de la super-famille des Acastoidea. Ils ont vécu de l'Ordovicien au Dévonien.

## Classification
Le famille des Acastidae est décrite en 1935 par le paléontologue David M. Delo (d),,.

### Collections
Selon Paleobiology Database en 2024, le nombre de collections référencées est de 501.
Ces collections sont datées du Letna de l'Ordovicien moyen au Frasnien supérieur du Dévonien supérieur, soit des 460,9 à 376,1 Ma avant notre ère.

## Liste des genres
Selon BioLib (25 mai 2021) :
- genre † Acastava Richter & Richter, 1954
- genre † Acaste Goldfuss, 1843
- genre † Acastella Reed, 1925
- genre † Acastellina Richter & Richter, 1954
- genre † Acastocephala Shergold, 1966
- genre † Acastoides Delo, 1935
- genre † Acastopyge Tomczykowa in Tomczykowa & Witwicka, 1974
- genre † Armorigreenops Lieberman & Kloc, 1997
- genre † Asteropyge Hawle & Corda, 1847
- genre † Baniaspis Destombes, 1972
- genre † Bellacartwrightia Lieberman & Kloc, 1997
- genre † Bradocryphaeus Haas & Mensink, 1970
- genre † Braunops Lieberman & Kloc, 1997
- genre † Breizhops Morzadec, 1983
- genre † Centauropyge Haas, 1968
- genre † Chimaerastella Gandl, 1972
- genre † Coltraneia Lieberman & Kloc, 1997
- genre † Comura Richter & Richter, 1926
- genre † Cryphina Oehlert, 1889
- genre † Delocare Struve, 1958
- genre † Deloops Lieberman & Kloc, 1997
- genre † Destombesina Morzadec, 1997
- genre † Dunopyge Struve in Becker & Jensen, 1998
- genre † Echinopyge Haas, 1968
- genre † Erbenochile Alberti, 1981
- genre † Ewacaste Ramsköld & Edgecombe, 1993
- genre † Feruminops Haas, 1968
- genre † Gourdonia Pillet, 1954
- genre † Greenops Delo, 1935
- genre † Gudralisium Basse, 1998
- genre † Hallandclarkeops Lieberman & Kloc, 1997
- genre † Harringtonacaste Baldis & Blasco in Baldis & al., 1976
- genre † Heliopyge Haas & Mensink, 1970
- genre † Hexacosta Farsan, 1981
- genre † Hollardops Morzadec, 1997
- genre † Kayserops Delo, 1935
- genre † Kennacryphaeus Lieberman & Kloc, 1997
- genre † Kloucekia Delo, 1935
- genre † Llandovacaste Edgecombe, 1993
- genre † Metacanthina Pillet, 1954
- genre † Mimocryphaeus Gandl, 1972
- genre † Morocconites Struve in Boucot & al., 1989
- genre † Mrakibina Morzadec, 2001
- genre † Neocalmonia Pillet, 1969
- genre † Neometacanthus Richter & Richter, 1948
- genre † Paracryphaeus Gandl, 1972
- genre † Pelitlina Haas, 1968
- genre † Phacopidina Bancroft, 1949
- genre † Philonyx Richter & Richter, 1952
- genre † Pilletina Haas, 1970
- genre † Protacanthina Gandl, 1972
- genre † Pseudocryphaeus Pillet, 1954
- genre † Psychopyge Termier & Termier, 1950
- genre † Quadratispina Gandl, 1972
- genre † Quadrops Morzadec, 2001
- genre † Radiopyge Farsan, 1981
- genre † Rheicops Basse, 1998
- genre † Rhenops Richter & Richter, 1943
- genre † Saharops Morzadec, 2001
- genre † Sanidopyge Haas, 1968
- genre † Scotiella Delo, 1935
- genre † Sokhretia Hupe in Choubert & al., 1956
- genre † Stummiana Lieberman & Kloc, 1997
- genre † Talus Haas, 1968
- genre † Tolkienia Lieberman & Kloc, 1997
- genre † Treveropyge Struve, 1958
- genre † Turcopyge Richter & Richter, 1939
- genre † Walliserops Morzadec, 2001

### Publication originale
- [1935] (en) David M. Delo, « A Revision of the Phacopid Trilobites », Journal of Paleontology, Société de paléontologie, vol. 9, no 5,‎ juillet 1935, p. 402-420 (ISSN 0022-3360 et 1937-2337, JSTOR 1298148, lire en ligne). .